# Max Bruhn
Max Johann Wilhelm Bruhn (* 4. September 1902 in Sanzkow; † 6. Februar 1987 in Hamburg) war ein deutscher Lehrer, Philologe, Genealoge und Heimatforscher. Er widmete sich der pommerschen Geschichte und Ahnenforschung.

## Leben
Der Sohn eines Bauernhofbesitzers ging in Demmin und Stettin zur Schule. Er absolvierte das Lehrerseminar in Anklam und legte die Prüfung zum Mittelschullehrer in Englisch und Geographie ab. In den folgenden Jahren war er als Lehrer tätig. Zunächst in Wilmshagen, ab 1931 in Stralsund, ab 1933 in Stettin und von 1938 bis 1945 in Waren (Müritz). An der Universität Greifswald erlangte er 1936 die Promotion zum Doktor der Philosophie.
Nach dem Zweiten Weltkrieg fand er Beschäftigung als Waldarbeiter. 1950 wurde er als Fachlehrer an der Oberschule Waren angestellt. Er wechselte 1953 an die Goethe-Oberschule in Demmin. Anlässlich des Schuljubiläums gab er 1957 eine Festschrift mit Hinweisen auf Genealogien und Biographien der Lehrer heraus. Diese entsprach jedoch nicht der damaligen Politik in der DDR und wurde zu großen Teilen beschlagnahmt. Weil die staatliche Kontrolle des Bildungswesens zunahm, ging Max Bruhn noch im selben Jahr mit seiner Familie nach West-Berlin. Dort unterrichtete er am Goethe-Gymnasium in Wilmersdorf. Nach seiner Pensionierung zog er nach Hanstedt (Nordheide).
Max Bruhn publizierte zur pommerschen Geschichte und vor allem zur Genealogie und bearbeitete unter anderem mehrere Pommern-Bände des Deutschen Geschlechterbuchs. Ab 1962 veröffentlichte er Arbeiten zur Personengeschichte Pommerns in der Ostdeutschen Familienkunde. 1963 wurde er Mitglied des Herold. Bis 1984 gehörte er dem Heroldsausschuss der Deutschen Wappenrolle als genealogischer Beisitzer an. 
Er übernahm 1972 die Schriftleitung der Zeitschrift Sedina-Archiv: Familiengeschichtliche Mitteilungen Pommerns. Diese einzige speziell mit Pommern befasste genealogische Zeitschrift gab er ab 1984 zusammen mit seinem Sohn Elmar Bruhn auf eigene Kosten heraus. Max Bruhn war genealogischer Kurator der Gesellschaft für pommersche Geschichte, Altertumskunde und Kunst. Einen Schwerpunkt seiner historischen Forschungen stellten die Stadt Demmin und deren Umland dar. Er veröffentlichte zahlreiche Beiträge in der Pommerschen Zeitung und der Zeitschrift Pommern, darunter Kurzgeschichten, Rezensionen und Aufsätze zur Sprachgeschichte des pommerschen Platts. 

## Schriften (Auswahl)
- Siedlungsgeographische Untersuchungen im Kreise Demmin und in der Grenzzone Pommern-Mecklenburg. Dissertation, Universität Greifswald 1936 (Saunier, Stettin 1936).
- Die höhere Schule in Demmin und ihre Lehrer. Berlin 1957.
- Demmin und Umgebung. Pommerscher Buchversand, Hamburg 1971.
- Bürgermeister Pommerns in 700 Jahren. Sedina-Archiv, Hamburg und Lübeck, 1981–1984.